# Gabriela Cimmermannová
Gabriela Cimmermannová (13. srpna 1934 Banská Bystrica – 3. března 2000 Bratislava) byla slovenská architektka.
Architektonické studium na Slovenské technické univerzitě v Bratislavě ukončila v roce 1958. Poté začala pracovat ve Stavoprojektu v Žilině. V roce 1963 se přestěhovala do Bratislavy. V této době se začala věnovat hlavně tvorbě interiérů.

## Dílo
- interiéry Matice slovenské, Martin, (spolupráca s profesorom Vilhanom), 1963–1975
- interiéry Domu smutku v Žilině, Dolním Kubíně
- interiéry společenské části Hotelu Slovakia, Žilina
- dotvoření interiérů lázeňských staveb:
  - Lázeňský dům Veľká Fatra, Turčianske Teplice, (spolupráce s architekty E. Vítkovou a J. Vítkem), 1976–1984
  - Léčebný ústav Poľana, Brusno, (spolupráce s architekty E. Vítkovou a J. Vítkem), 1975–1986
  - Zotavovna ROH, Jasná, 1964
- interiéry Kulturního domu, Dolný Kubín, (autorka V. Mecková)
- interiéry KNV, Banská Bystrica, (autor Y. Chrobák ve spolupráci s M. Sépovou, J. Hutťanom)
- interiér svatební síně, Hlohovec, 1987
- interiéry krytého bazénu, Žilina, 1960–1963
- výstavy na Bratislavské Flóře (ve spolupráci s E. Vítkovou)

## Ocenění
- 1981 – Cena Svazu slovenských architektů